# Francis Crawford Burkitt
Francis Crawford Burkitt (geboren am 3. September 1864 in London; gestorben am 11. Mai 1935) war ein englischer Theologe und Gelehrter. Er war von 1905 bis kurz vor seinem Tod Inhaber der Norris-Professur für Göttlichkeit an der Universität von Cambridge. Er war entschiedener Kritiker der von Burnett Streeter und anderen vorgebrachten Idee eines eigenständigen Cäsareanischen Texttyps des Neuen Testaments.

## Ausbildung und Karriere
Burkitt erhielt seine Ausbildung an der Harrow School und am Trinity College in Cambridge, wo er 1886 seinen Bachelor-of-Arts-Abschluss machte. 1888 erreichte er einen erstklassigen Abschluss im theologischen Tripos. Er erhielt 1890 den Master of Arts und 1915 den Bachelor of Divinity und den Doktortitel in Göttlichkeit.
In den Jahren 1903–1905 war Burnett in Cambridge Dozent für Paläographie. Von 1905 bis 1935 bekleidete er dort die Norris-Professur für Göttlichkeit in Cambridge (ab 1934: Norris-Hulse-Professur). Er war Hauptförderer der englischen Übersetzung von Albert Schweitzers Buch The Quest of the Historical Jesus sowie Autor von dessen Vorwort.
Burkitt begleitete Robert Bensly, James Rendel Harris und die Schwestern Agnes und Margaret Smith auf der Expedition 1893 zum Katharinenkloster in Ägypten, um ein syrisches Palimpsest der Evangelien zu untersuchen, das die Schwestern dort im Jahr zuvor entdeckt hatten.
Burkitt war zwischen 1912 und 1935 Vorsitzender des Cambridge New Testament Seminars. An diesem nahmen viele prominente Theologen teil, darunter Robert Newton Flew, der in einem Nachruf auf Burkitt in den Proceedings of the British Academy einen Bericht darüber hinterließ.
Burkitt wurde 1927 in die American Academy of Arts and Sciences gewählt. Nach ihm ist die Burkitt-Medaille benannt, die von der British Academy jährlich in Anerkennung besonderer biblischer Studien verliehen wird.

## Veröffentlichte Werke

### Bücher
- Francis C. Burkitt: The Book of Rules of Tyconius: newly edited from the mss., with an introduction and an examination into the text of the Biblical quotations. Cambridge University Press, Cambridge, UK 1894, OCLC 6132125 (archive.org).
- Francis C. Burkitt, Robert L. Bensly, J. Rendel Harris: The Four Gospels in Syriac, transcribed from the Sinaitic palimpsest. Cambridge University Press, Cambridge, UK 1894, ISBN 978-0-8370-1377-0 (archive.org).
- Francis C. Burkitt: The Old Latin and the Itala: With an appendix containing the text of the S. Gallen Palimpsest of Jeremiah. Cambridge University Press, Cambridge, UK 1896, OCLC 3314332 (archive.org).
- Francis C. Burkitt: Two Lectures on the Gospels. Macmillan, London/New York 1901, OCLC 3381853 (archive.org).
- Francis C. Burkitt: Saint Ephraim's Quotations From The Gospel. Cambridge University Press, Cambridge, UK 1901, OCLC 3792630 (archive.org).
- Francis C. Burkitt, Frederic G. Kenyon, Arthur C. Headlam, William Sanday, Frederic Chase, John H. Bernard: Criticism of the New Testament: St. Margaret's Lectures 1902. Scribners Sons, New York 1902, OCLC 4107994 (archive.org).
- Francis C. Burkitt: Early Eastern Christianity: Saint Margaret's Lectures on the Syriac Speaking Church 1904. John Murray, London 1904, OCLC 941047442.
- Francis C. Burkitt: Evangelion da-mepharreshe: The Curetonian Version of the Four Gospels, with the readings of the Sinai Palimpsest. I. Text; II: Introduction and Notes. Cambridge University Press, Cambridge, UK 1904, OCLC 557772466 (archive.org).
- Francis C. Burkitt: The Gospel History and its Transmission. T&T Clark, Edinburgh 1907 (archive.org).
- Francis C. Burkitt: Jewish and Christian Apocalypses: Schweich Lectures of the British Academy 1913. The British Academy, London 1914, OCLC 458985970.
- Francis C. Burkitt: Christian Beginnings: Three Lectures. University of London Press, London 1924, OCLC 253528260.
- Francis C. Burkitt: The Religion of the Manichees: Donnellan Lectures 1924. Cambridge University Press, Cambridge, UK 1925, OCLC 79046876.
- Francis C. Burkitt, Theodore Henry Robinson, Joseph W. Hunkin: Palestine in General History: Schweich Lectures of the British Academy 1926. Oxford University Press, London 1929, OCLC 1091929228.
- Francis C. Burkitt: Christian Worship (= Christian religion, its origin and progress. 3. The church of to-day, pt. 2.). Cambridge University Press, Cambridge, UK 1930, OCLC 1014109.
- Francis C. Burkitt, P. Gardner-Smith, Charles E. Raven: The Christian Religion and Its Origin and Progress, Volume 3 :The Church of Today. Cambridge University Press, Cambridge, UK 1930, OCLC 912955287.
- Francis C. Burkitt: Jesus Christ: An Historical Outline. Blackie & Son, London 1932, OCLC 472794866.
- Francis C. Burkitt: Church and Gnosis: a Study of Christian Thought and Speculation in the Second Century: The Morse lectures for 1931. Cambridge University Press, Cambridge, UK 1932, OCLC 640005752.
- Francis C. Burkitt, Harold Esdale Goad, A. G. Little: Franciscan Essays II (= British Society of Franciscan Studies, Extra series). The University Press, Manchester, UK 1932, OCLC 1096531998.

### Herausgegeben von
- Francis C. Burkitt (Hrsg.): The New Testament in Greek. 2nd Auflage. 1896.
- Francis C. Burkitt (Hrsg.): Fragments of the Books of Kings according to the Translation of Aquila. Cambridge University Press, Cambridge, UK 1897, OCLC 65478051 (archive.org).